# Paweł Wojciechowski (football)
Pour les articles homonymes, voir Paweł Wojciechowski.
Paweł Wojciechowski (prononcer /ˈpavɛw vɔjtɕɛˈxɔfski/), né le 29 avril 1990, est un footballeur polonais. Il occupe actuellement le poste d'attaquant au Chrobry Głogów, club de deuxième division polonaise.

## Biographie
Jeune joueur du Promień Opalenica, Paweł Wojciechowski est prêté en 2007 pour six mois au Murcia Deportivo, club de division régionale espagnole. De retour à Opalenica, il est de nouveau prêté en février 2008, au SC Heerenveen avec une option d'achat. 
Fin mai, le club hollandais décide de garder le Polonais. Intégré au groupe professionnel, il fait sa première apparition le 1er novembre face à l'AZ Alkmaar en Eredivisie, en débutant directement dans le onze de départ, et s'illustre en marquant son premier but, le premier du match (le score final étant de trois partout). Durant ce même mois de novembre, il dispute deux autres rencontres de championnat, en tant que remplaçant cette fois-ci. Le 14 avril 2010, il égalise contre le PSV Eindhoven.
En mai, son club lui propose deux ans de prolongation, à condition qu'il accepte d'être prêté au FC Emmen, club de deuxième division, ce que Wojciechowski refuse. Le 3 juillet, il signe finalement un contrat de deux ans avec Willem II Tilburg, qui s'est maintenu en première division lors des barrages,.

## Palmarès
- Vainqueur de la Coupe des Pays-Bas : 2009